# Karbunkulový hrebeň

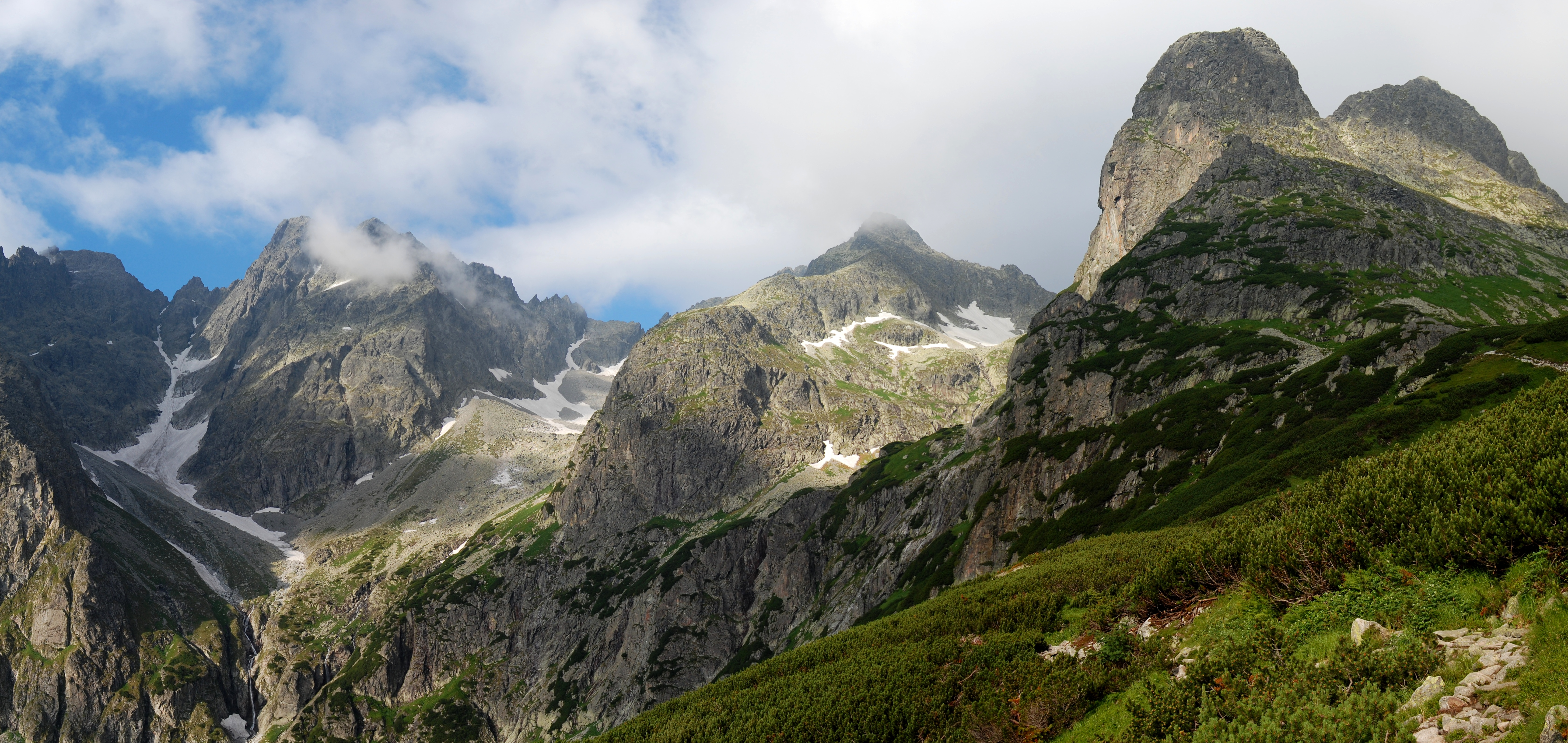
Jastrabia vež - pohled ze Zeleného plesa

Karbunkulový hrebeň  (polsky Jastrzębia Grań) je hřeben nad Belasou dolinou a nad Dolinou Zeleného plesa. Hřeben vede od 2137 m n. m. vysoké Jastrabiej věže přes menší vyvýšeniny až po 2284 m n. m. vysokou Belasú vež (nebo až po 2312 m n. m. vysokou Zmrzlú vež).
Hřeben končí na Kolovém štítě.

## Vrcholy Karbukulového hřebene
| vrchol        | výška        |
| ------------- | ------------ |
| Jastrabia věž | 2317 m n. m. |
| Belasá věž    | 2284 m n. m. |
| Zmrzlá věž    | 2312 m n. m. |

Hlavní vrcholy Karbunkulového hřebene tvoří Jastrabia veža, Belasá vež a Zmrzlá vež.
Mezi výškou Jastrabiej a Zmrzlej věže je rozdíl 175 metrů.

### Zmrzlá veža
Krátce pod Kolovým štítem se nachází Zmrzlá veža, která je vysoká 2312 metrů nad mořem. Dobře ji lze vidět z okolních vrchů, například z Kežmarského štítu nebo z Medených lávek.

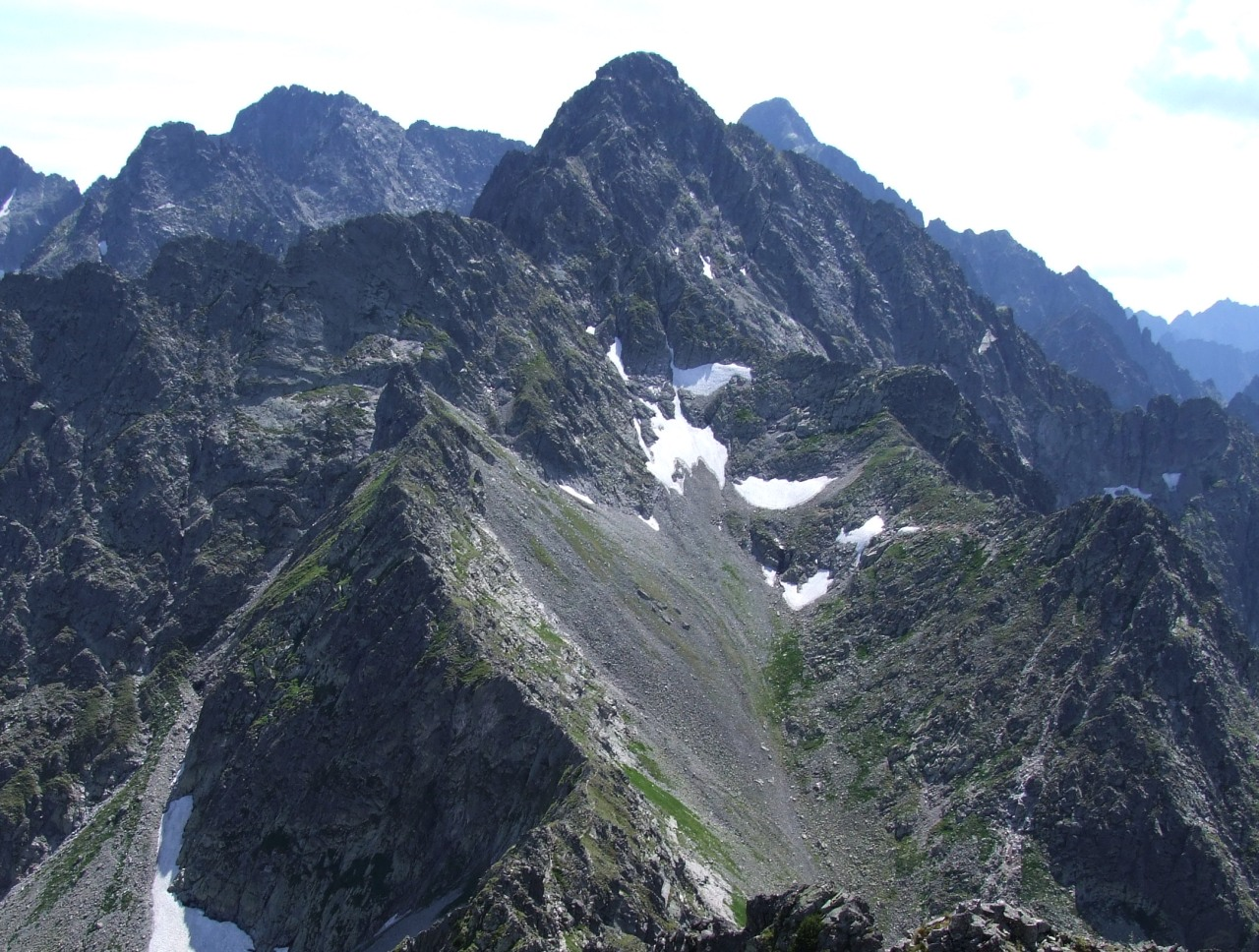
Kolový štít, nad Karbunkulovým hřebenem

### Jastrabia veža
Nejlehčí výstup vede přes Jastrabie sedlo až nahoru. Prvovýstupcem byl M. Sieczka, který na Jastrabiu vež vystoupil kolem roku 1880. Na Jastrabiej veži se nachází mnoho nelehkých cest. Například cesta Koróna s horolezeckou obtížností 11.

### Belasá veža
Nejpraktičtější výstup vede přes Kolové sedlo až na Belasou věž. Prvovýstupci byli J. Fischer, Z. Jaworski, S. Krigowski a K. Bachleda, kteří na Belasou věž vystoupili kolem roku 1900.

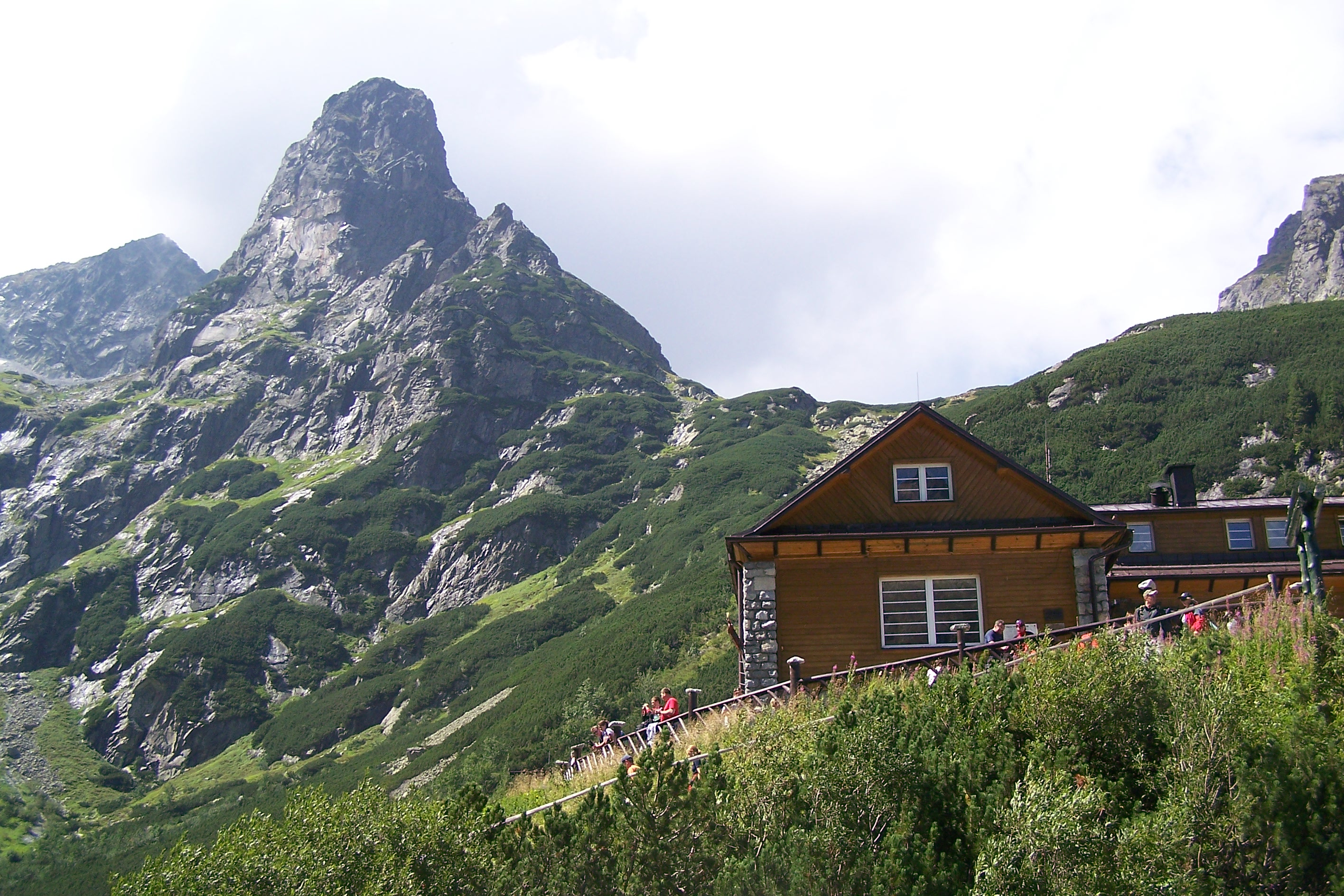
Jastrabia veža z chaty při Zeleném plese

## Objekty na hřebeni
- Belasé sedlo
- Malý Kolový štít
- Zadná karbunkulová štrbina
- Zadný kopiniak
- Prostredná karbunkulová štrbina
- prostredný kopiniak
- Predná karbunkulová štrbina
- Predný kopiniak
- Jastrabí zárez
- Jastrabí kopka
- Jastrabie vrátka
- Jastrabí hrb se třemi vrcholy
- Jastrabie sedlo
- Jastrabia veža
- Vyšná Jastrabí štrbina
- Velký jastrabí zub
- Prostredná Jastrabí štrbina
- Prostredný jastrabí zub
- Nižná Jastrabí štrbina
- Malý jastrabí zub [1]

## Název
Je odvozen od Jastrabie věže, kterou dávní hledači pokladů a zlatokopové nazývali Karbunkulovou věží. Byli přesvědčeni, že na jejím, tehdy nedostupném, vrcholu se skrývá drahokam - karbunkl mimořádné ceny. Karbunkl i jastrab jsou nejfrekventovanější v názvech jednotlivých objektů hřebene. 

## Jiné
Během výstupu na samotnou Belasú vež je krásný výhled na okolní štíty a věže jako například na Kozí hřeben, Jahňací štít, Kolový štít, Kežmarský i Lomnický štít a Belianské Tatry.
Pokud vystoupíme i na Kolový štít, budeme mít dohled i na další vrcholy. Například na Ľadový štít nebo na Baranie rohy. Samotná Jastrabia věž je dostupná horolezcům v horolezecké obtížnosti 3 podle UIAA. Celý Karbunkulový hřeben není dostupný po značeném chodníku.
Na Zelené pleso se nejsnazší cestou dostaneme přibližně za 2 hodiny a 40 minut z Kežmarských žlabů po žluté značce. Ze Zeleného plesa se dá dostat i na známý, turisticky oblíbený Jahňací štít. Z Jahňacieho štítu můžeme vidět Kopské sedlo, které odděluje Vysoké a Belianské Tatry.